# Bechet
Bechet és una ciutat del comtat de Dolj, Oltènia, Romania, al riu Danubi, davant de la ciutat búlgara d'Oryahovo.
El 2011 tenia 3.363 habitants.

## Galeria

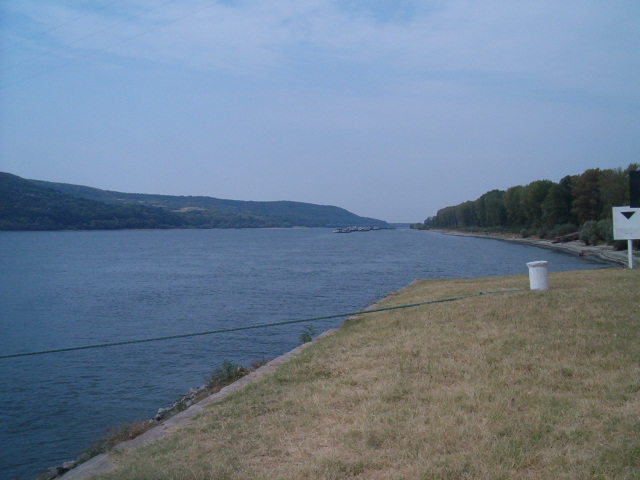
Danubi a Bechet
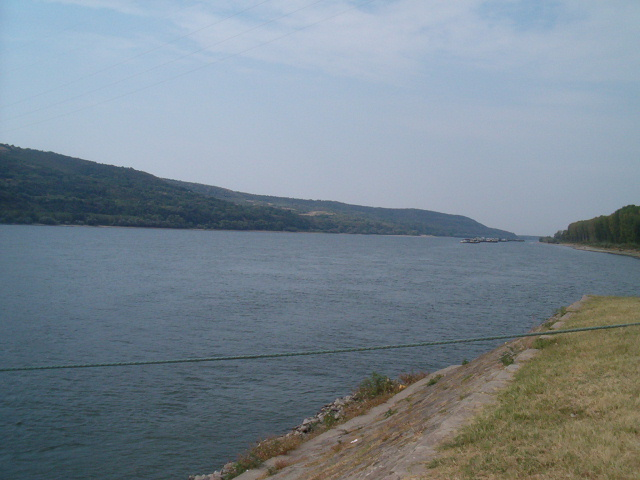
Danubi a Bechet
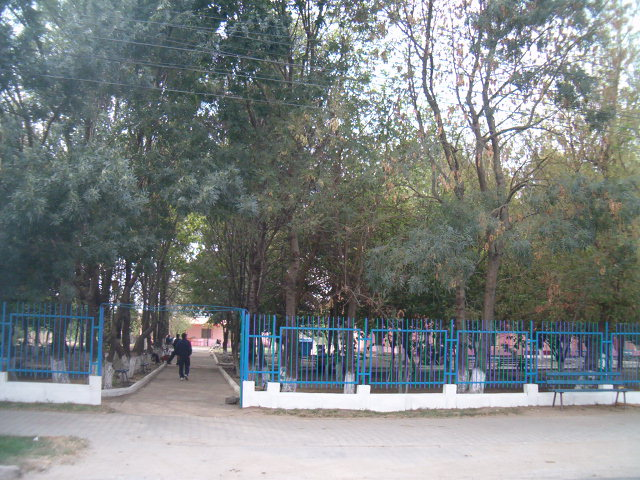
El parc de la ciutat
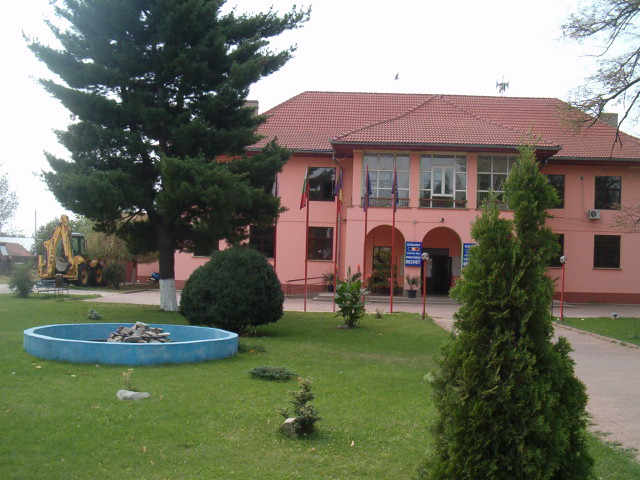
Ajuntament de Bechet